# Comment ça va
Comment ça va ist ein bilinguales Lied der niederländischen Boygroup The Shorts, das im Februar 1983 erschien.

## Entstehung und Veröffentlichung
Geschrieben wurde das Lied alleine von Eddy de Heer, während die Produktion von Jack de Nijs (Jack Jersey) stammt. Das Stück ist halb auf Niederländisch und halb auf Französisch gesungen.
Die Erstveröffentlichung von Comment ça va erfolgte als Single am 9. Februar 1983 bei EMI Music in den Niederlanden. Diese erschien als 7″-Single mit der original niederländischen Version als A-Seite und einer englischsprachigen Version als B-Seite (Katalognummer: 1A 006-26934). Am 14. Mai 1983 erschien im deutschsprachigen Raum eine deutschsprachige Version als Single, mit ebenfalls der englischsprachigen B-Seite (Katalognummer: 1C 006-1269947). Im Vereinigten Königreich erschien die englische Version erstmals am 23. Juli 1983 als Single, mit der B-Seite Springtime (Katalognummer: 5406). Im Jahr seiner Veröffentlichung erschien das Lied auch als Teil des gleichnamigen Debütalbums der Band (Katalognummer: 1A 068. 1270191).

## Inhalt
Das Lied erzählt von einem niederländischen Jungen, der in Paris ein französisches Mädchen kennenlernt. Sie kommen nicht zusammen, weil sie sich nicht verständigen können.

## Kommerzieller Erfolg

### Chartplatzierungen
Comment ça va avancierte zum Nummer-eins-Hit in Belgien-Flandern und den Niederlanden. Darüber hinaus erreichte es Top-10-Platzierungen in Frankreich (Rang 2), Deutschland und Österreich (je Rang 5), der Schweiz (Rang 6) und Norwegen (Rang 8).
| ChartsChartplatzierungen  | Höchstplatzierung | Wochen/ Monate |
| ------------------------- | ----------------- | -------------- |
| Deutschland (GfK)         | 5 (20 Wo.)        | 20 Wo.         |
| Flandern (Ultratop)       | 1 (13 Wo.)        | 13 Wo.         |
| Frankreich (SNEP)         | 2 (35 Wo.)        | 35 Wo.         |
| Niederlande (Media Markt) | 1 (13 Wo.)        | 13 Wo.         |
| Österreich (Ö3)           | 5 (3 Mt.)         | 3 Mt.          |
| Schweiz (IFPI)            | 6 (11 Wo.)        | 11 Wo.         |

| ChartsJahrescharts (1983) | Platzierung |
| ------------------------- | ----------- |
| Deutschland (GfK)         | 26          |
| Flandern (Ultratop)       | 8           |
| Niederlande (Media Markt) | 2           |

### Auszeichnungen für Musikverkäufe
Die Single verkaufte sich in ihren verschiedenen Sprachversionen über vier Millionen Mal, davon sind über 1,1 Millionen Einheiten mit Schallplattenauszeichnungen belegt.
| Land/Region        | Auszeichnungen für Musikverkäufe (Land/Region, Auszeichnung, Verkäufe) | Verkäufe  |
| ------------------ | ---------------------------------------------------------------------- | --------- |
| Frankreich (SNEP)  | Platin                                                                 | 1.000.000 |
| Niederlande (NVPI) | Gold                                                                   | 100.000   |
| Insgesamt          | 1× Gold · 1× Platin ·                                                  | 1.100.000 |